# Ioannis Apostolou

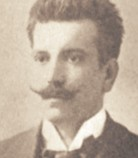
Ioannis Apostolou

Ioannis Apostolou (griechisch Ιωάννης Αποστόλου, auch Yannis oder Yangos Γιάγκος genannt, ital. Giovanni Apostolu; * 1860 oder 1863 in Athen; † 28. August 1905 in Neapel) war ein griechischer Opernsänger (Tenor). Er war der erste international erfolgreiche Opernsänger seines Landes; seine Stimme ist auf einigen der frühesten Tonaufnahmen dokumentiert.

## Leben
Bereits als Kind trat er in den Chor der königlichen Palastkapelle ein und studierte später am Athener Konservatorium. Zunächst waren Sekretärsposten am Athener Amtsgericht und beim Nationalen Pressedienst sein Broterwerb. Gleichzeitig sang er aber auch auf den Straßen Athens. Mitte der 1880er Jahre engagierte er sich in einigen Chören, unter anderem an der Musikschule von Napoleon Lambelet, unter dessen Dirigat er 1888 in Xyndas’ Oper O ypopsifios (Ο υποψήφιος „Der Kandidat“) am ersten Elliniko Melodrama, der ältesten Athener Opernkompanie debütierte. Bald darauf erschien er in Lambelets Komidyllio I mylonades (Οι μυλωνάδες" „Die Müller“) und sang mit der Rolle des Daniel in Donizettis Oper Betly ossia La capanna svizzera seine erste italienische Partie.

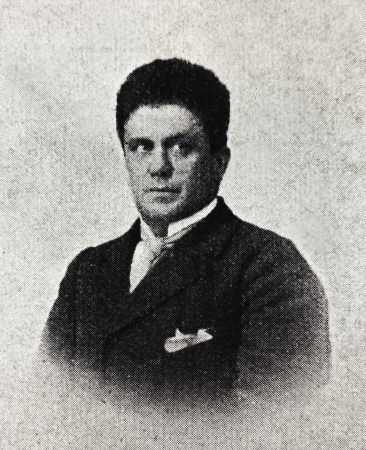
Ioannis Apostolou

In den folgenden Jahren erweiterte er sein Repertoire um weitere Belcanto-Partien aus Opern Pavlos Carrers und Donizettis sowie den Belmonte in Mozarts Entführung. Mit dem zweiten Elliniko Melodrama ging er auf weite Tourneen, die ihn durch die damalige griechischsprachige Welt (u. a. Alexandria, Kairo, Smyrna, Konstantinopel, mehrere Städte in Rumänien) aber auch nach Marseille und Triest führten. Seine Stimme machte ihn bei den griechischen Gemeinden, vor denen die Truppe auftrat, außerordentlich populär.
Als die Tournee 1890 in Odessa abgebrochen wurde, finanzierten ihm die griechischen Gemeinden Odessas und Bukarests den Aufenthalt in Mailand zu weiteren Gesangsstudien. Die Mutter Spyros Samaras’ vermittelte ihm dort Felice Pozzi als Lehrer, der ihn sechs Monate lang in Gesang, Schauspiel und der italienischen Sprache unterrichtete und ihm schließlich das Debüt am Teatro La Fenice in Venedig vermittelte, wo er im Dezember 1890 als Alvaro in Verdis La forza del destino auftrat, was eine außerordentlich Karriere als Spinto-Tenor in Italien begründete, vornehmlich in Partien Verdis und Puccinis, aber auch im französischen Fach (Werther, Faust, Carmen) und als Lohengrin. Auslandsengagements führten ihn unter anderem an die Theater in Odessa, Monte Carlo und Paris, selten auch in seine Heimatstadt Athen. Sein Ruhm in Italien verschaffte ihm den Spitznamen Il divo Apostolu („der göttliche Apostolou“), er wurde unter anderem durch die Verleihung einer Medaille durch König Humbert I. geehrt. Über sein Privatleben und die Umstände seines Todes ist wenig bekannt.